# Draposa
Draposa Kronestedt, 2010 è un genere di ragni appartenente alla famiglia Lycosidae.

## Etimologia
Draposa è un anagramma di Pardosa C.L. Koch, 1847, genere dal quale sono state trasferite le specie nel 2010.

## Distribuzione
Le 10 specie note di questo genere sono state reperite in Asia meridionale (8 specie), in Asia sudorientale (1 specie) e in Cina (1 specie): la specie dall'areale più vasto sembra essere la D. lyrivulva rinvenuta in India, Sri Lanka e Bangladesh..

## Tassonomia
Le caratteristiche di questo genere sono state descritte dall'analisi degli esemplari tipo Pardosa nicobarica (Thorell, 1891), effettuata dall'aracnologo Kronestedt in un suo lavoro del 2010.
Non sono stati esaminati esemplari di questo genere dal 2016.
Attualmente, a gennaio 2017, si compone di 10 specie:
1. Draposa amkhasensis (Tikader & Malhotra, 1976) — India
2. Draposa atropalpis (Gravely, 1924) — India, Sri Lanka
3. Draposa burasantiensis (Tikader & Malhotra, 1976) — India
4. Draposa lyrivulva (Bösenberg & Strand, 1906) — Pakistan, India, Sri Lanka
5. Draposa nicobarica (Thorell, 1891)[3] — Isole Nicobare
6. Draposa oakleyi (Gravely, 1924) — Pakistan, India, Bangladesh
7. Draposa porpaensis (Gajbe, 2004) — India
8. Draposa subhadrae (Patel & Reddy, 1993) — India, Sri Lanka
9. Draposa tenasserimensis (Thorell, 1895) — Birmania, forse Sumatra e Giava
10. Draposa zhanjiangensis (Yin, Wang, Peng & Xie, 1995) — Cina, forse Malesia, Sumatra e Borneo

### Sinonimi
- Draposa lahorensis (Dyal, 1935); trasferita dal genere Pardosa C.L. Koch, 1847 e posta in sinonimia con D. oakleyi (Gravely, 1924) a seguito di un lavoro di Kronestedt del 2010: 45, dopo analoghe considerazioni espresse anche da Tikader & Malhotra nel 1980[2].
- Draposa leucopalpis (Gravely, 1924); trasferita dal genere Pardosa C.L. Koch, 1847 e posta in sinonimia con D. lyrivulva (Bösenberg & Strand, 1906) a seguito di un lavoro di Kronestedt del 2010.